# Zwemmen op de Olympische Zomerspelen 1992

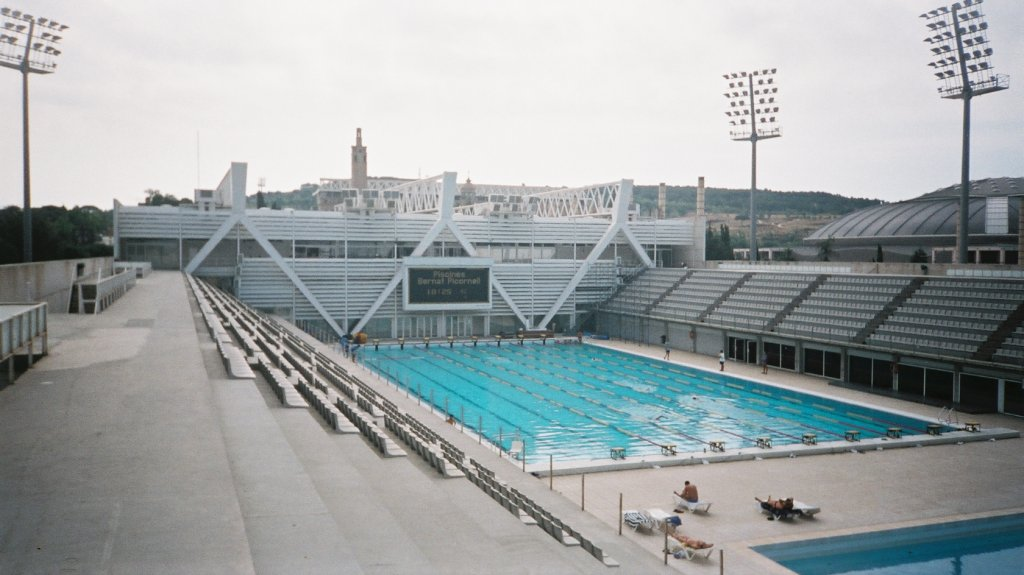
Olympisch Zwembad

Het olympisch zwemtoernooi bij de Spelen van Barcelona (1992) ging de boeken in als het toernooi, waar Alexander Popov zijn regeerperiode begon. De flegmatieke Rus won zowel de 50 als de 100 meter vrije slag, en hij versloeg in beide gevallen de gedoodverfde favoriet uit de Verenigde Staten, Matt Biondi. Al even indrukwekkend was de dubbelslag van Popovs landgenoot Jevgeni Sadovy op de 200 en 400 meter vrije slag. Bij de vrouwen diende China zich aan als zwemgrootmacht, met onder meer vier gouden en vijf zilveren medailles. Vooral de Chinese zege op de 100 meter vrije slag was ronduit sensationeel.

## Mannen

### 50 m vrije slag
| rang   | sporter             | land | tijd     |
| ------ | ------------------- | ---- | -------- |
| Goud   | Aleksandr Popov     | EUN  | OR 21,91 |
| Zilver | Matt Biondi         | USA  | 22,09    |
| Brons  | Tom Jager           | USA  | 22,30    |
| 4      | Peter Williams      | RSA  | 22,50    |
| 4      | Christophe Kalfayan | FRA  | 22,50    |
| 6      | Mark Foster         | GBR  | 22,52    |
| 7      | Gennadi Prigoda     | EUN  | 22,54    |
| 8      | Nils Rudolph        | GER  | 22,73    |

### 100 m vrije slag
| rang   | sporter          | land | tijd  |
| ------ | ---------------- | ---- | ----- |
| Goud   | Aleksandr Popov  | EUN  | 49,02 |
| Zilver | Gustavo Borges   | BRA  | 49,43 |
| Brons  | Stéphan Caron    | FRA  | 49,50 |
| 4      | Jon Olsen        | USA  | 49,51 |
| 5      | Matt Biondi      | USA  | 49,53 |
| 6      | Tommy Werner     | SWE  | 49,63 |
| 7      | Christian Tröger | GER  | 49,84 |
| 8      | Gennadi Prigoda  | EUN  | 50,25 |

### 200 m vrije slag
| rang   | sporter            | land | tijd       |
| ------ | ------------------ | ---- | ---------- |
| Goud   | Jevgeni Sadovy     | EUN  | OR 1.46,70 |
| Zilver | Anders Holmertz    | SWE  | 1.46,86    |
| Brons  | Antti Kasvio       | FIN  | 1.47,63    |
| 4      | Artur Wojdat       | POL  | 1.48,24    |
| 5      | Vladimir Pysjnenko | EUN  | 1.48,32    |
| 6      | Joe Hudepohl       | USA  | 1.48,36    |
| 7      | Steffen Zesner     | GER  | 1.48,84    |
| 8      | Doug Gjertsen      | USA  | 1.50,17    |

### 400 m vrije slag
| rang   | sporter         | land | tijd       |
| ------ | --------------- | ---- | ---------- |
| Goud   | Jevgeni Sadovy  | EUN  | WR 3.45,00 |
| Zilver | Kieren Perkins  | AUS  | 3.45,16    |
| Brons  | Anders Holmertz | SWE  | 3.46,77    |
| 4      | Artur Wojdat    | POL  | 3.48,10    |
| 5      | Ian Brown       | AUS  | 3.48,79    |
| 6      | Sebastian Wiese | GER  | 3.49,06    |
| 7      | Stefan Pfeiffer | GER  | 3.49,75    |
| 8      | Danyon Loader   | NZL  | 3.49,97    |

### 1500 m vrije slag
| rang   | sporter          | land | tijd        |
| ------ | ---------------- | ---- | ----------- |
| Goud   | Kieren Perkins   | AUS  | WR 14.43,48 |
| Zilver | Glen Housman     | AUS  | 14.55,29    |
| Brons  | Jörg Hoffmann    | GER  | 15.02,29    |
| 4      | Stefan Pfeiffer  | GER  | 15.04,28    |
| 5      | Ian Wilson       | GBR  | 15.13,35    |
| 6      | Igor Majčen      | SLO  | 15.19,12    |
| 7      | Lawrence Frostad | USA  | 15.19,41    |
| 8      | Viktor Andrejev  | EUN  | 15.33,94    |

### 100 m rugslag
| rang   | sporter             | land | tijd     |
| ------ | ------------------- | ---- | -------- |
| Goud   | Mark Tewksbury      | CAN  | OR 53,98 |
| Zilver | Jeff Rouse          | USA  | 54,04    |
| Brons  | Dave Berkoff        | USA  | 54,78    |
| 4      | Martín López-Zubero | ESP  | 54,96    |
| 5      | Vladimir Selkov     | EUN  | 55,49    |
| 6      | Franck Schott       | FRA  | 55,72    |
| 7      | Rodolfo Falcón      | CUB  | 55,76    |
| 8      | Dirk Richter        | GER  | 56,26    |

### 200 m rugslag
| rang   | sporter             | land | tijd       |
| ------ | ------------------- | ---- | ---------- |
| Goud   | Martín López-Zubero | ESP  | OR 1.58,47 |
| Zilver | Vladimir Selkov     | EUN  | 1.58,87    |
| Brons  | Stefano Battistelli | ITA  | 1.59,40    |
| 4      | Hajime Itoi         | JPN  | 1.59,52    |
| 5      | Tripp Schwenk       | USA  | 1.59,73    |
| 6      | Timo Weber          | GER  | 1.59,78    |
| 7      | Tamás Deutsch       | HUN  | 2.00,06    |
| 8      | Stefaan Maene       | BEL  | 2.00,91    |

### 100 m schoolslag
| rang   | sporter          | land | tijd       |
| ------ | ---------------- | ---- | ---------- |
| Goud   | Nelson Diebel    | USA  | OR 1.01,50 |
| Zilver | Norbert Rózsa    | HUN  | 1.01,68    |
| Brons  | Phil Rogers      | AUS  | 1.01,76    |
| 4      | Akira Hayashi    | JPN  | 1.01,86    |
| 5      | Vassili Ivanov   | EUN  | 1.01,87    |
| 6      | Dmitri Volkov    | EUN  | 1.02,07    |
| 7      | Nick Gillingham  | GBR  | 1.02,32    |
| 8      | Adrian Moorhouse | GBR  | 1.02,33    |

### 200 m schoolslag
| rang   | sporter           | land | tijd       |
| ------ | ----------------- | ---- | ---------- |
| Goud   | Mike Barrowman    | USA  | WR 2.10,16 |
| Zilver | Norbert Rózsa     | HUN  | 2.11,23    |
| Brons  | Nick Gillingham   | GBR  | 2.11,29    |
| 4      | Sergio López Miró | ESP  | 2.13,29    |
| 5      | Károly Güttler    | HUN  | 2.13,32    |
| 6      | Phil Rogers       | AUS  | 2.13,59    |
| 7      | Kenji Watanabe    | JPN  | 2.14,70    |
| 8      | Akira Hayashi     | JPN  | 2.15,11    |

### 100 m vlinderslag
| rang   | sporter             | land | tijd  |
| ------ | ------------------- | ---- | ----- |
| Goud   | Pablo Morales       | USA  | 53,32 |
| Zilver | Rafał Szukała       | POL  | 53,35 |
| Brons  | Anthony Nesty       | SUR  | 53,41 |
| 4      | Pavel Chnykin       | EUN  | 53,81 |
| 5      | Melvin Stewart      | USA  | 54,04 |
| 6      | Marcel Gery         | CAN  | 54,18 |
| 7      | Martín López-Zubero | ESP  | 54,19 |
| 8      | Vladislav Koelikov  | EUN  | 54,26 |

### 200 m vlinderslag
| rang   | sporter          | land | tijd       |
| ------ | ---------------- | ---- | ---------- |
| Goud   | Melvin Stewart   | USA  | OR 1.56,26 |
| Zilver | Danyon Loader    | NZL  | 1.57,93    |
| Brons  | Franck Esposito  | FRA  | 1.58,51    |
| 4      | Rafał Szukała    | POL  | 1.58,89    |
| 5      | Keiichi Kawanaka | JPN  | 1.58,97    |
| 6      | Denis Pankratov  | EUN  | 1.58,98    |
| 7      | Robert Pinter    | ROU  | 1.59,34    |
| 8      | Martin Roberts   | AUS  | 1.59,64    |

### 200 m wisselslag
| rang   | sporter           | land | tijd    |
| ------ | ----------------- | ---- | ------- |
| Goud   | Tamás Darnyi      | HUN  | 2.00,76 |
| Zilver | Greg Burgess      | USA  | 2.00,97 |
| Brons  | Attila Czene      | HUN  | 2.01,00 |
| 4      | Jani Sievinen     | FIN  | 2.01,28 |
| 5      | Christian Gessner | GER  | 2.01,97 |
| 6      | Ron Karnaugh      | USA  | 2.02,18 |
| 7      | Fadi Kouzmah      | AUS  | 2.02,79 |
| 8      | Gary Anderson     | CAN  | 2.04,30 |

### 400 m wisselslag
| rang   | sporter           | land | tijd       |
| ------ | ----------------- | ---- | ---------- |
| Goud   | Tamás Darnyi      | HUN  | OR 4.14,23 |
| Zilver | Eric Namesnik     | USA  | 4.15,57    |
| Brons  | Luca Sacchi       | ITA  | 4.16,34    |
| 4      | David Wharton     | USA  | 4.17,26    |
| 5      | Christian Gessner | GER  | 4.17,88    |
| 6      | Patrick Kühl      | GER  | 4.19,66    |
| 7      | Sergej Marinjoek  | EUN  | 4.22,93    |
| 8      | Takahiro Fujimoto | JPN  | 4.23,80    |

### 4x100 m vrije slag
| rang   | sporters                                                                                              | land | tijd                    | totale tijd |
| ------ | --- | ---- | ----------------------- | ----------- |
| Goud   | Joe Hudepohl Matt Biondi Tom Jager Jon Olsen Shaun Jordan Joel Thomas                                 | USA  | 50,05 48,69 49,72 48,28 | 3.16,74     |
| Zilver | Pavel Chnykin Gennadi Prigoda Joeri Basjkatov Aleksandr Popov Vladimir Pysjnenko Veniamin Tajanovitsj | EUN  | 49,92 50,05 49,76 47,83 | 3.17,56     |
| Brons  | Christian Tröger Dirk Richter Steffen Zesner Mark Pinger Andreas Szigat Bengt Zikarsky                | GER  | 49,97 49,35 49,78 48,80 | 3.17,90     |
| 4      | Christophe Kalfayan Franck Schott Frédéric Lefevre Stéphan Caron Ludovic Depickère Bruno Gutzeit      | FRA  | 50,21 49,83 50,47 48,65 | 3.19,16     |
| 5      | Tommy Werner Håkan Karlsson Fredrik Letzler Anders Holmertz Göran Titus                               | SWE  | 49,93 49,88 50,60 49,69 | 3.20,10     |
| 6      | José Souza-Junior Gustavo Borges Emmanuel Fortes Nascimento Cristiano Michelena                       | BRA  | 51,15 48,90 50,01 50,93 | 3.20,99     |
| 7      | Roland Lee Mark Foster Mike Fibbens Paul Howe                                                         | GBR  | 50,97 50,00 50,45 50,33 | 3.21,75     |
| 8      | Chris Fydler Andrew Baildon Thomas Stachewicz Darren Lange                                            | AUS  | 50,38 50,70 50,65 50,31 | 3.22,04     |

### 4x200 m vrije slag
| rang   | sporters                                                                                                 | land | tijd                            | totale tijd |
| ------ | --- | ---- | ------------------------------- | ----------- |
| Goud   | Dmitri Lepikov Vladimir Pysjnenko Veniamin Tajanovitsj Jevgeni Sadovy Aleksej Koedrjavtsev Joeri Moechin | EUN  | 1.49,55 1.46,58 1.48,99 1.46,83 | WR 7.11,95  |
| Zilver | Christer Wallin Anders Holmertz Tommy Werner Lars Frölander                                              | SWE  | 1.49,69 1.46,16 1.49,35 1.50,31 | 7.15,51     |
| Brons  | Joe Hudepohl Melvin Stewart Jon Olsen Doug Gjertsen Scott Jaffe Dan Jorgensen                            | USA  | 1.49,52 1.48,41 1.49,19 1.49,11 | 7.16,23     |
| 4      | Peter Sitt Steffen Zesner Andreas Szigat Stefan Pfeiffer Christian Tröger                                | GER  | 1.50,06 1.47,78 1.49,61 1.49,13 | 7.16,58     |
| 5      | Roberto Gleria Giorgio Lamberti Massimo Trevisan Stefano Battistelli Emanuele Idini Piermaria Siciliano  | ITA  | 1.49,29 1.49,80 1.47,97 1.51,04 | 7.18,10     |
| 6      | Paul Palmer Steven Mellor Stephen Akers Paul Howe                                                        | GBR  | 1.49,21 1.51,77 1.51,61 1.49,98 | 7.22,57     |
| 7      | Gustavo Borges Emmanuel Fortes Nascimento Teófilo Laborne Ferreira Cristiano Michelena                   | BRA  | 1.50,45 1.52,63 1.50,28 1.50,67 | 7.24,03     |
| —      | Ian Brown Deane Pieters Kieren Perkins Duncan Armstrong Martin Roberts                                   | AUS  | 1.49,45 —                       | DQ          |

### 4x100 m wisselslag
| rang   | sporters | land | tijd                         | totale tijd |
| ------ | --- | ---- | ---------------------------- | ----------- |
| Goud   | Jeff Rouse Nelson Diebel Pablo Morales Jon Olsen Dave Berkoff Hans Dersch Melvin Stewart Matt Biondi             | USA  | WR 53,86 1.01,45 52,83 48,79 | WR 3.36,93  |
| Zilver | Vladimir Selkov Vassili Ivanov Pavel Chnykin Aleksandr Popov Vladislav Koelikov Dmitri Volkov Vladimir Pysjnenko | EUN  | 55,50 1.01,59 53,56 47,91    | 3.38,56     |
| Brons  | Mark Tewksbury Jonathan Cleveland Marcel Gery Stephen Clarke Tom Ponting                                         | CAN  | 54,09 1.01,93 53,72 49,92    | 3.39,66     |
| 4      | Tino Weber Mark Warnecke Christian Keller Mark Pinger Bengt Zikarsky                                             | GER  | 55,75 1.01,89 53,93 48,62    | 3.40,19     |
| 5      | Franck Schott Stéphane Vossart Bruno Gutzeit Stéphan Caron Franck Esposito Christophe Kalfayan                   | FRA  | 55,46 1.02,22 53,87 48,96    | 3.40,51     |
| 6      | Tamás Deutsch Norbert Rózsa Péter Horváth Béla Szabados                                                          | HUN  | 56,18 1.00,84 54,85 50,16    | 3.42,03     |
| 7      | Thomas Stachewicz Phil Rogers Jon Sieben Chris Fydler                                                            | AUS  | 56,84 1.01,31 54,78 49,72    | 3.42,65     |
| 8      | Hajime Itoi Akira Hayashi Keiichi Kawanaka Tsutomu Nakano                                                        | JPN  | 56,53 1.00,98 54,32 51,42    | 3.43,25     |

## Vrouwen

### 50 m vrije slag
| rang   | sporter                 | land | tijd     |
| ------ | ----------------------- | ---- | -------- |
| Goud   | Yang Wenyi              | CHN  | WR 24,79 |
| Zilver | Zhuang Yong             | CHN  | 25,08    |
| Brons  | Angel Martino           | USA  | 25,23    |
| 4      | Catherine Plewinski     | FRA  | 25,36    |
| 5      | Jenny Thompson          | USA  | 25,37    |
| 6      | Natalja Mesjtsjerjakova | EUN  | 25,47    |
| 7      | Simone Osygus           | GER  | 25,74    |
| 8      | Inge de Bruijn          | NED  | 25,84    |

### 100 m vrije slag
| rang   | sporter               | land | tijd     |
| ------ | --------------------- | ---- | -------- |
| Goud   | Zhuang Yong           | CHN  | OR 54,64 |
| Zilver | Jenny Thompson        | USA  | 54,84    |
| Brons  | Franziska van Almsick | GER  | 54,94    |
| 4      | Nicole Haislett       | USA  | 55,19    |
| 5      | Catherine Plewinski   | FRA  | 55,72    |
| 6      | Le Jingyi             | CHN  | 55,89    |
| 7      | Simone Osygus         | GER  | 55,93    |
| 8      | Karin Brienesse       | NED  | 56,59    |

### 200 m vrije slag
| rang   | sporter               | land | tijd    |
| ------ | --------------------- | ---- | ------- |
| Goud   | Nicole Haislett       | USA  | 1.57,90 |
| Zilver | Franziska van Almsick | GER  | 1.58,00 |
| Brons  | Kerstin Kielgaß       | GER  | 1.59,67 |
| 4      | Catherine Plewinski   | FRA  | 1.59,88 |
| 5      | Luminița Dobrescu     | ROU  | 2.00,48 |
| 6      | Suzu Chiba            | JPN  | 2.00,64 |
| 7      | Olga Kiritsjenko      | EUN  | 2.00,90 |
| 8      | Lu Bin                | CHN  | 2.02,10 |

### 400 m vrije slag
| rang   | sporter          | land | tijd    |
| ------ | ---------------- | ---- | ------- |
| Goud   | Dagmar Hase      | GER  | 4.07,18 |
| Zilver | Janet Evans      | USA  | 4.07,37 |
| Brons  | Hayley Lewis     | AUS  | 4.11,22 |
| 4      | Erika Hansen     | USA  | 4.11,50 |
| 5      | Kerstin Kielgaß  | GER  | 4.11,52 |
| 6      | Isabelle Arnould | BEL  | 4.13,75 |
| 7      | Malin Nilsson    | SWE  | 4.14,10 |
| 8      | Suzu Chiba       | JPN  | 4.15,71 |

### 800 m vrije slag
| rang   | sporter           | land | tijd    |
| ------ | ----------------- | ---- | ------- |
| Goud   | Janet Evans       | USA  | 8.25,52 |
| Zilver | Hayley Lewis      | AUS  | 8.30,34 |
| Brons  | Jana Henke        | GER  | 8.30,99 |
| 4      | Philippa Langrell | NZL  | 8.35,57 |
| 5      | Irene Dalby       | NOR  | 8.37,12 |
| 6      | Olga Šplíchalová  | TCH  | 8.37,66 |
| 7      | Erika Hansen      | USA  | 8.39,25 |
| 8      | Isabelle Arnould  | BEL  | 8.41,86 |

### 100 m rugslag
| rang   | sporter             | land | tijd       |
| ------ | ------------------- | ---- | ---------- |
| Goud   | Krisztina Egerszegi | HUN  | OR 1.00.68 |
| Zilver | Tünde Szabó         | HUN  | 1.01,14    |
| Brons  | Lea Loveless        | USA  | 1.01,43    |
| 4      | Nicole Stevenson    | AUS  | 1.01,78    |
| 5      | Janie Wagstaff      | USA  | 1.01,81    |
| 6      | Joanne Meehan       | AUS  | 1.02,07    |
| 7      | Nina Zjivanevskaja  | EUN  | 1.02,36    |
| 8      | Yoko Koikawa        | JPN  | 1.03,23    |

### 200 m rugslag
| rang   | sporter             | land | tijd    |
| ------ | ------------------- | ---- | ------- |
| Goud   | Krisztina Egerszegi | HUN  | 2.07,06 |
| Zilver | Dagmar Hase         | GER  | 2.09,46 |
| Brons  | Nicole Stevenson    | AUS  | 2.10,20 |
| 4      | Lea Loveless        | USA  | 2.11,54 |
| 5      | Anna Simcic         | NZL  | 2.11,99 |
| 6      | Tünde Szabó         | HUN  | 2.12,94 |
| 7      | Silvia Poll         | CRC  | 2.12,97 |
| 8      | Leigh Habler        | AUS  | 2.13,68 |

### 100 m schoolslag
| rang   | sporter             | land | tijd    |
| ------ | ------------------- | ---- | ------- |
| Goud   | Jelena Roedkovskaja | EUN  | 1.08,00 |
| Zilver | Anita Nall          | USA  | 1.08,17 |
| Brons  | Samantha Riley      | AUS  | 1.09,25 |
| 4      | Guylaine Cloutier   | CAN  | 1.09,71 |
| 5      | Jana Dörries        | GER  | 1.09,77 |
| 6      | Gabriella Csépe     | HUN  | 1.10,19 |
| 7      | Manuela Dalla Valle | ITA  | 1.10,39 |
| 8      | Daniela Brendel     | GER  | 1.11,05 |

### 200 m schoolslag
| rang   | sporter             | land | tijd       |
| ------ | ------------------- | ---- | ---------- |
| Goud   | Kyoko Iwasaki       | JPN  | OR 2.26,65 |
| Zilver | Lin Li              | CHN  | 2.26,85    |
| Brons  | Anita Nall          | USA  | 2.26,88    |
| 4      | Jelena Roedkovskaja | EUN  | 2.28,47    |
| 5      | Guylaine Cloutier   | CAN  | 2.29,88    |
| 6      | Nathalie Giguère    | CAN  | 2.30,11    |
| 7      | Manuela Dalla Valle | ITA  | 2.31,21    |
| 8      | Alicja Pęczak       | POL  | 2.31,76    |

### 100 m vlinderslag
| rang   | sporter                | land | tijd     |
| ------ | ---------------------- | ---- | -------- |
| Goud   | Qian Hong              | CHN  | OR 58,62 |
| Zilver | Crissy Ahmann-Leighton | USA  | 58,74    |
| Brons  | Catherine Plewinski    | FRA  | 59,01    |
| 4      | Wang Xiaohong          | CHN  | 59,10    |
| 5      | Susie O'Neill          | AUS  | 59,69    |
| 6      | Summer Sanders         | USA  | 59,82    |
| 7      | Franziska van Almsick  | GER  | 1.00,70  |
| 8      | Rie Shito              | JPN  | 1.01,16  |

### 200 m vlinderslag
| rang   | sporter            | land | tijd    |
| ------ | ------------------ | ---- | ------- |
| Goud   | Summer Sanders     | USA  | 2.08,67 |
| Zilver | Wang Xiaohong      | CHN  | 2.09,01 |
| Brons  | Susie O'Neill      | AUS  | 2.09,03 |
| 4      | Mika Haruna        | JPN  | 2.09,88 |
| 5      | Rie Shito          | JPN  | 2.10,24 |
| 6      | Angie Wester-Krieg | USA  | 2.11,46 |
| 7      | Mette Jacobsen     | DEN  | 2.11,87 |
| 8      | Ilaria Tocchini    | ITA  | 2.13,78 |

### 200 m wisselslag
| rang   | sporter            | land | tijd       |
| ------ | ------------------ | ---- | ---------- |
| Goud   | Lin Li             | CHN  | WR 2.11,65 |
| Zilver | Summer Sanders     | USA  | 2.11,91    |
| Brons  | Daniela Hunger     | GER  | 2.13,92    |
| 4      | Jelena Dendeberova | EUN  | 2.15,47    |
| 5      | Elli Overton       | AUS  | 2.15,76    |
| 6      | Marianne Limpert   | CAN  | 2.17,09    |
| 7      | Nancy Sweetnam     | CAN  | 2.17,13    |
| 8      | Ewa Synowska       | POL  | 2.18,85    |

### 400 m wisselslag
| rang   | sporter             | land | tijd    |
| ------ | ------------------- | ---- | ------- |
| Goud   | Krisztina Egerszegi | HUN  | 4.36,54 |
| Zilver | Lin Li              | CHN  | 4.36,73 |
| Brons  | Summer Sanders      | USA  | 4.37,58 |
| 4      | Hayley Lewis        | AUS  | 4.43,75 |
| 5      | Hideko Hiranaka     | JPN  | 4.46,24 |
| 6      | Daniela Hunger      | GER  | 4.47,57 |
| 7      | Eri Kimura          | JPN  | 4.47,78 |
| 8      | Ewa Synowska        | POL  | 4.53,32 |

### 4x100 m vrije slag
| rang   | sporters                                                                                             | land | tijd                       | totale tijd |
| ------ | --- | ---- | -------------------------- | ----------- |
| Goud   | Nicole Haislett Dara Torres Angel Martino Jenny Thompson Ashley Tappin Crissy Ahmann-Leighton        | USA  | 55,33 54,79 54,01          | WR 3.39,46  |
| Zilver | Zhuang Yong Lu Bin Yang Wenyi Le Jingyi Zhao Kun                                                     | CHN  | OR 54,51 54,90 55,90 54,81 | 3.40,12     |
| Brons  | Franziska van Almsick Simone Osygus Daniela Hunger Manuela Stellmach Kerstin Kielgaß Annette Hadding | GER  | 54,99 55,74 55,12 55,75    | 3.41,60     |
| 4      | Natalja Mesjtsjerjakova Svetlana Lesjoekova Jelena Dendeberova Jelena Sjoebina Jevgenia Jermakova    | EUN  | 55,69 56,56 55,79 55,64    | 3.43,68     |
| 5      | Diana van der Plaats Mildred Muis Marianne Muis Karin Brienesse Inge de Bruijn                       | NED  | 56,68 55,75 55,53 55,78    | 3.43,74     |
| 6      | Gitta Jensen Mette Jacobsen Berit Puggaard Mane Nielsen Annette Poulsen                              | DEN  | 56,13 56,26 57,67 57,75    | 3.47,81     |
| 7      | Eva Nyberg Louise Karlsson Ellenor Svensson Malin Nilsson Linda Olofsson                             | SWE  | 57,37 56,50 57,66 56,94    | 3.48,47     |
| 8      | Marianne Limpert Nicole Dryden Andrea Nugent Allison Higson                                          | CAN  | 57,06 57,65 56,79 57,87    | 3.49,37     |

### 4x100 m wisselslag
| rang   | sporters | land | tijd                          | totale tijd |
| ------ | --- | ---- | ----------------------------- | ----------- |
| Goud   | Lea Loveless Anita Nall Crissy Ahmann-Leighton Jenny Thompson Janie Wagstaff Megan Kleine Summer Sanders Nicole Haislett | USA  | 1.00,82 1.08,67 58,58 54,47   | WR 4.02,54  |
| Zilver | Dagmar Hase Jana Dörries Franziska van Almsick Daniela Hunger Bettina Ustrowski Daniela Brendel Simone Osygus            | GER  | 1.01,61 1.09,43 59,08 55,07   | 4.05,19     |
| Brons  | Nina Zjivanevskaja Jelena Roedkovskaja Olga Kiritsjenko Natalja Mesjtsjerjakova Jelena Sjoebina                          | EUN  | 1.02,54 1.07,44 1.00,98 55,48 | 4.06,44     |
| 4      | Lin Li Lou Xia Qian Hong Le Jingyi He Cihong                                                                             | CHN  | 1.02,90 1.09,51 58,97 55,40   | 4.06,78     |
| 5      | Nicole Stevenson Samantha Riley Susie O'Neill Lisa Curry-Kenny Joanne Meehan                                             | AUS  | 1.02,09 1.10,06 59,38 55,48   | 4.07,01     |
| 6      | Nicole Dryden Guylaine Cloutier Kristin Topham Andrea Nugent                                                             | CAN  | 1.03,51 1.09,55 1.00,38 55,82 | 4.09,26     |
| 7      | Yoko Koikawa Kyoko Iwasaki Yoko Kando Suzu Chiba                                                                         | JPN  | 1.03,12 1.10,75 1.00,51 55,54 | 4.09,92     |
| 8      | Ellen Elzerman Kira Bulten Inge de Bruijn Marianne Muis                                                                  | NED  | 1.03,81 1.11,30 1.00,39 55,37 | 4.10,87     |

## Medaillespiegel
| Plaats | Land             | NOC    | Goud | Zilver | Brons | Totaal |
| ------ | ---------------- | ------ | ---- | ------ | ----- | ------ |
| 1      | Verenigde Staten | USA    | 11   | 9      | 7     | 27     |
| 2      | Gezamenlijk team | EUN    | 6    | 3      | 1     | 10     |
| 3      | Hongarije        | HUN    | 5    | 3      | 1     | 9      |
| 4      | China            | CHN    | 4    | 5      | 0     | 9      |
| 5      | Duitsland        | GER    | 1    | 3      | 7     | 11     |
| 6      | Australië        | AUS    | 1    | 3      | 5     | 9      |
| 7      | Canada           | CAN    | 1    | 0      | 1     | 2      |
| 8      | Japan            | JPN    | 1    | 0      | 0     | 1      |
| 8      | Spanje           | ESP    | 1    | 0      | 0     | 1      |
| 10     | Zweden           | SWE    | 0    | 2      | 1     | 3      |
| 11     | Brazilië         | BRA    | 0    | 1      | 0     | 1      |
| 11     | Nieuw-Zeeland    | NZL    | 0    | 1      | 0     | 1      |
| 11     | Polen            | POL    | 0    | 1      | 0     | 1      |
| 14     | Frankrijk        | FRA    | 0    | 0      | 3     | 3      |
| 15     | Italië           | ITA    | 0    | 0      | 2     | 2      |
| 16     | Finland          | FIN    | 0    | 0      | 1     | 1      |
| 16     | Groot-Brittannië | GBR    | 0    | 0      | 1     | 1      |
| 16     | Suriname         | SUR    | 0    | 0      | 1     | 1      |
| Totaal | Totaal           | Totaal | 31   | 31     | 31    | 93     |

Athene 1896 · 
Parijs 1900 · 
St. Louis 1904 · 
Londen 1908 · 
Stockholm 1912 · 
Antwerpen 1920 · 
Parijs 1924 · 
Amsterdam 1928 · 
Los Angeles 1932 · 
Berlijn 1936 · 
Londen 1948 · 
Helsinki 1952 · 
Melbourne 1956 · 
Rome 1960 · 
Tokio 1964 · 
Mexico-stad 1968 · 
München 1972 · 
Montréal 1976 · 
Moskou 1980 · 
Los Angeles 1984 · 
Seoel 1988 · 
Barcelona 1992 · 
Atlanta 1996 · 
Sydney 2000 · 
Athene 2004 · 
Peking 2008 · 
Londen 2012 · 
Rio de Janeiro 2016 ·
Tokio 2020 ·
Parijs 2024 ·
Los Angeles 2028 
Medaillewinnaars · Olympische records
Atletiek · Badminton · Basketbal · Boksen · Boogschieten · Gewichtheffen · Gymnastiek · Handbal · Hockey · Honkbal · Judo · Kanovaren · Moderne vijfkamp · Paardensport · Pelota (demonstratie) · Roeien · Rolhockey (demonstratie) · Schermen · Schietsport · Schoonspringen · Synchroonzwemmen · Taekwondo (demonstratie) · Tafeltennis · Tennis · Voetbal · Volleybal · Waterpolo · Wielersport · Worstelen · Zeilen · Zwemmen